# Humphrey (Nueva York)
Humphrey es un pueblo ubicado en el condado de Cattaraugus en el estado estadounidense de Nueva York. En el año 2000 tenía una población de 721 habitantes y una densidad poblacional de 7.6 personas por km².

## Geografía
Humphrey se encuentra ubicado en las coordenadas 42°12′42″N 78°31′17″O / 42.21167, -78.52139.

## Demografía
Según la Oficina del Censo en 2000 los ingresos medios por hogar en la localidad eran de $35,313, y los ingresos medios por familia eran $35,795. Los hombres tenían unos ingresos medios de $27,768 frente a los $20,326 para las mujeres. La renta per cápita para la localidad era de $16,874. Alrededor del 11.3% de la población estaban por debajo del umbral de pobreza.